# プリーズ・トゥ・シー・ザ・キング
| 専門評論家によるレビュー | 専門評論家によるレビュー |
| レビュー・スコア         | レビュー・スコア         |
| 出典                     | 評価                     |
| ------------------------ | ------------------------ |
| オールミュージック       | [ 1 ]                    |

『プリーズ・トゥ・シー・ザ・キング』（Please To See The King）は、1971年にリリースされたスティーライ・スパンのセカンド・アルバム。
前作『ハーク! ザ・ヴィレッジ・ウェイト』からの大幅な人員変更により、ドラムスがいなくなったり、女性ボーカリストを男性ボーカリストに置き換えるなど、サウンド全体が大きく変化した。デビュー曲の「The Blacksmith」がシンコペーションを多用したアレンジで再録された。曲の再レコーディングは、その後のスティーライ・スパンの活動の中でマイナーなテーマとなり、後に再レコーディング曲のみを収録したアルバム『Present - The Very Best of Steeleye Span』をリリースしている。
アルバムのタイトルは、「カッティ・レン (Cutty Wren)」という儀式に由来している。檻の中のミソサザイはまるで王のように練り歩く。この儀式は12月26日、 聖ステファノの日に行われ、初期のクリスマスに関係している。アルバムに収録されている「The King」という曲はこの儀式を扱っており、クリスマス・キャロルとしてよく演奏されている。スティーライ・スパンはアルバム『Live at Last』で「Hunting the Wren」を、また『On Time』では「The Cutty Wren」という曲でこのテーマに戻ってきた。レンボーイズ（Wrenboys）の習慣は主にアイルランドに関連しているが、最近はイングランドでも復活している。
オリジナル・アルバムに登場する曲はすべてトラディショナル・ソングである。「The False Knight on the Road」はチャイルド・バラッド（フランシス・ジェームズ・チャイルドが収集した、305曲のイングランド、スコットランド、アイルランドのバラッド）（#3）の一つで、なぞなぞのゲームで悪魔と争う少年を題材にしている。ティム・ハートとマディ・プライヤーはこの曲をすでにアルバム『Summer Solstice』に収録していた。「The Lark in the Morning」は、彼らの人気曲の一つで、強い類似性はあるが、元気のいいプラウボーイ（動物に鋤を引かせる少年）についての別の曲と同じタイトルとなっている。このバージョンは、レイフ・ヴォーン・ウィリアムズによって収集された。「Boys of Bedlam」は、「Tom o' Bedlam」の変種で、精神病院のメンバーの視点から語られている。カーシーとプライヤーは、バンジョーの後ろに向かって歌い、消音効果を生み出している。バンドは、トマス・ダーフェイによる『Wit and Mirth, or Pills to Purge Melancholy』に収められた曲の最も初期の印刷されたバージョンを使用している。
『メロディ・メイカー』誌はこのアルバムをフォーク・アルバム・オブ・ザ・イヤーに選出した。音楽ジャーナリストのコリン・アーウィンは自身の著書 『In Search of Albion』の中でこのアルバムをお気に入りのフォーク・ロック・アルバムの一つとして紹介している。このアルバムは元々B&Cレコードからリリースされ、イギリスのアルバムチャートで45位を記録したが、その年が終わる前に権利がムーンクレスト・レコードに取得され、同年にカバーアートを変えて再リリースされた。同時期にアメリカでもビッグ・ツリー・レコードからリリースされたが、レーベルが小規模だったため配給はアンペックスによって行われていた。アメリカでは売れ行きが悪く、リリース後すぐに削除された。残されたコピーはいくつかの「カットアウト」ディストリビュータによって買い占められ、その頃にはバンドはクリサリスと契約しており、カットアウトされたオリジナルは非常によく売れていた。在庫がなくなると、質の悪い偽造品のコピーが大量に出現し始めた。
音楽的には、このアルバムは彼らの最もエレクトリックで濃密なレコーディングであり、大音量のギターと強くループするベースラインを持ち、ドラムスは使われていない。2006年には、キャッスル・ミュージックがラジオやテレビ出演時の音源を多数追加した2枚組CDとして再発した。

## ボーナストラック
「レイヴ・オン」はバディ・ホリーの曲のアカペラ・バージョンである。アシュリー・ハッチングスの厳粛さをあざけるためのいたずらだったが、最終的には気に入っていた。2006年、キャッスル・ミュージックはこのアルバムをオリジナルの10曲とボーナストラック25曲を収録した2枚組のCDで再発した。ボーナストラックは全てBBCラジオの生放送を録音した粗悪なテープ（3曲はテレビ番組から収録）からである。アレンジが異なるものもあるが、6曲はスタジオ・ヴァージョンでは入手できなかった曲となっている。「I Was a Young Man」はアルビオン・カントリー・バンドの『Battle of the Field』のヴァージョンとは大きく異なっている。「Gallant Poacher」という曲もまたそのアルバムにも収録されていた。スティーライ・スパンのボーナストラックのバージョンはこれに非常に似ている。「College Grove/Silver Spear」はピーター・ナイトのジグのペア。「Lay Down Your Weary Tune」はボブ・ディランの曲で、アカペラで歌われている。「Farther Along」は伝統的なゴスペル・ブルースの曲で、アカペラで歌われている。「Let's Dance」は、クリス・モンテスの有名なヒット曲。「Bring 'Em Down/A Hundred Years Ago」は2曲のシーシャンティである。「Hitler's Downfall」は実質的にはすでにスタジオ録音されてリリースされていた「Bryan O'Lynn」のインストゥルメンタル版である。

## 収録曲
1971年にB＆C RecordsからCAS 1029としてリリースされ、1974年にMooncrest Records からCREST 8として再発されたオリジナル・アルバム
1. ザ・ブラックスミス - "The Blacksmith"
2. コールド・ヘイリー・ウインディ・ナイト - "Cold Haily, Windy Night"
3. ブライアン・オリン/ザ・ハグ・ウィズ・ザ・マネー - "Jigs: Bryan O'Lynn / The Hag With The Money"
4. プリンス・チャーリー・スチュワート - "Prince Charlie Stuart"
5. ボーイズ・オブ・ベドラム - "Boys of Bedlam"
6. フォルス・ナイト・オン・ザ・ロード (ニセ騎士問答) - "False Knight On The Road"
7. ザ・ラーク・イン・ザ・モーニング - "The Lark In The Morning"
8. フィーメイル・ドラマー - "Female Drummer"
9. ザ・キング - "The King"
10. ラヴリー・オン・ザ・ウォーター - "Lovely on the Water"

1991年にMooncrestが再発行したCREST 005（ビニール）とCRESTCD 005（CD）のボーナストラック
1. レイヴ・オン - "Rave On"

2006年、Castle MusicのCMQDD 1253でのボーナストラック
BBC「トップギア」セッションでの録音。1970年6月23日 
1. "The Blacksmith"
2. "Female Drummer"
3. "Rave On!"
4. "I Was a Young Man"
5. "The Lark in the Morning"

BBC「スチュアート・ヘンリー・ショー」セッション 1970年7月23日 
1. "The King"
2. "Prince Charlie Stuart"
3. "The Bold Poachers"

2006年のCastle MusicのCMQDD 1253での追加ディスクの収録曲
BBC「フォークオン1」セッション 1970年10月17日 
1. "College Grove / Silver Spear"
2. "Lay Down Your Weary Tune"
3. "False Knight on the Road"
4. "Jigs: Hitler's Downfall / The Hag with the Money"
5. "Female Drummer (Mk I)"
6. "Wee Weaver"
7. "Reel"

BBC「スチュアート・ヘンリー・ショー」セッション 1971年2月4日 
1. "Female Drummer (Mk II)"
2. "General Taylor
3. "Farther Along"
4. "Two Reels"

BBC「トップギア」セッション 1971年3月27日 
1. "Let's Dance"
2. "Bring 'em Down / A Hundred Years Ago"
3. "The Lark in the Morning"

BBC TV（日付不明） 
1. "The King"
2. "Jigs: Bryan O'Lynn / The Hag with the Money"
3. "The Blacksmith"

## パーソネル
- マディ・プライヤー - ボーカル、スプーン、 テイバー 、タンバリン
- ティム・ハート - ボーカル、ギター、ダルシマー
- ピーター・ナイト - ヴァイオリン、マンドリン、ボーカル、オルガン、ベース
- アシュリー・ハッチングス - ベース、ボーカル
- マーティン・カーシー - ボーカル、ギター、バンジョー、オルガン

スタッフ
- サンディ・ロバートン - プロデューサー